# Václav Jírů
Václav Jírů était un photographe tchécoslovaque né le 31 juillet 1910 et décédé le 28 juin 1980.

## Biographie
Ayant commencé la photographie en 1926, il participa en 1933 à sa première exposition. Il prend des clichés au Théâtre libéré, collabore avec une autre scène, le Divadlo Vlasty Buriana (cs) et se fait connaître par la presse nationale (Pestrý týden) et la presse étrangère : The Illustrated London News, London Life (de), Picture Post, Sie und Er (Zeitschrift) (de) et Zeit im Bild (de).
Arrêté pour activités de résistance en 1940 par la Gestapo, il fut détenu jusqu'à la fin de la guerre et relata ensuite dans son livre Šesté jaro son expérience des camps.
Après guerre, il adhéra à l'Union des journalistes tchécoslovaques et en 1948, à l'Union des artistes tchécoslovaques. Il continua à photographier, mais il se mit aussi à chercher de nouveaux talents. En 1957, il dirigea le magazine Fotografie mais, après le  printemps de Prague, son neveu Jiří Jírů, photographe lui aussi, émigra, ce qui l'obligea à se retirer de Fotografie.
Avant la guerre, Václav Jírů s'intéressait à beaucoup de choses : le sport, le théâtre, le paysage, le nu, les problématiques sociales, le reportage. Après la guerre, il s'est concentré sur les cycles de la nature, le paysage et la ville.